# ZLM Tour 2022
La 33.ª edición de la competición ciclista ZLM Tour fue una carrera de ciclismo en ruta por etapas que se celebró entre el 8 y el 12 de junio de 2022 en los Países Bajos, con inicio en la ciudad de Kapelle y final en la ciudad de Rijsbergen sobre un recorrido de 714,3 kilómetros.
La carrera formó parte del UCI ProSeries 2022 dentro de la categoría UCI 2.1 y fue ganada por el neerlandés Olav Kooij del Jumbo-Visma. Completaron el podio, como segundo y tercer clasificado respectivamente, el italiano Jakub Mareczko del Alpecin-Fenix y el belga Aaron Van Poucke del Sport Vlaanderen-Baloise.

## Equipos participantes
Tomaron parte en la carrera 18 equipos: 3 de categoría UCI WorldTeam invitados por la organización, 5 de categoría UCI ProTeam, 9 de categoría Continental y el equipo nacional de los Países Bajos. Formaron así un pelotón de 119 ciclistas de los que acabaron 87. Los equipos participantes fueron:
| WorldTeams (3)- Jumbo-Visma - Ineos Grenadiers - Team DSM ProTeams (5)- Alpecin-Fenix - Bingoal Pauwels Sauces WB - Burgos-BH - Human Powered Health - Sport Vlaanderen-Baloise Equipos continentales (9)- À Bloc CT - Allinq Continental Cycling Team - BEAT Cycling - Metec-Solarwatt p/b Mantel - VolkerWessels Cycling Team - Bike Aid - Riwal - Tarteletto-Isorex - EvoPro Racing Equipo nacional- Países Bajos |
| |

## Recorrido
| Etapa     | Fecha     | Recorrido            | type        | Distancia (km) | Desnivel (m) | Ganador        | Líder      |
| --------- | --------- | -------------------- | ----------- | -------------- | ------------ | -------------- | ---------- |
| 1.ª etapa | 8 de jun  | Kapelle – Kapelle    | etapa llana | 100,9          | 175 m        | Olav Kooij     | Olav Kooij |
| 2.ª etapa | 9 de jun  | Veere – Goes         | etapa llana | 183,2          | 103 m        | Olav Kooij     | Olav Kooij |
| 3.ª etapa | 10 de jun | Heythuysen – Buchten | etapa llana | 192,5          | 1247 m       | Jakub Mareczko | Olav Kooij |
| 4.ª etapa | 11 de jun | Rucphen – Mierlo     | etapa llana | 196,5          | 204 m        | Timothy Dupont | Olav Kooij |
| 5.ª etapa | 12 de jun | Made – Rijsbergen    | etapa llana | 160,5          | 113 m        | Olav Kooij     | Olav Kooij |

### 1.ª etapa
| Kapelle - Kapelle | etapa llana | (100,9 km) |

| \| Clasificación de la etapa \| Clasificación de la etapa \| Clasificación de la etapa \| Clasificación de la etapa \| Clasificación de la etapa \| \| Ciclista \| Ciclista \| Equipo \| Tiempo \| \| \| ------------------------- \| ------------------------- \| -------------------------- \| ------------------------- \| ------------------------- \| \| 1.º \| Olav Kooij \| Jumbo-Visma \| 2 h 08 min 27 s \| \| \| 2.º \| Jakub Mareczko \| Alpecin-Fenix \| + 0 s \| \| \| 3.º \| Elia Viviani \| Ineos Grenadiers \| + 0 s \| \| \| 4.º \| Samuel Welsford \| Team DSM \| + 0 s \| \| \| 5.º \| Arvid de Kleijn \| Human Powered Health \| + 0 s \| \| \| 6.º \| Bram Welten \| Groupama-FDJ \| + 0 s \| \| \| 7.º \| Alexander Salby \| Riwal Cycling Team \| + 0 s \| \| \| 8.º \| Daan van Sintmaartensdijk \| VolkerWessels Cycling Team \| + 0 s \| \| \| 9.º \| Tim Van Dijke \| Jumbo-Visma \| + 0 s \| \| \| 10.º \| Joren Bloem \| À Bloc CT \| + 0 s \| \| |                           |                            |                 |
| |                           |                            |                 |
| Fuente: ProCyclingStats |                           |                            |                 |
| Clasificación de la etapa |                           |                            |                 |
| Ciclista | Ciclista                  | Equipo                     | Tiempo          |
| 1.º | Olav Kooij                | Jumbo-Visma                | 2 h 08 min 27 s |
| 2.º | Jakub Mareczko            | Alpecin-Fenix              | + 0 s           |
| 3.º | Elia Viviani              | Ineos Grenadiers           | + 0 s           |
| 4.º | Samuel Welsford           | Team DSM                   | + 0 s           |
| 5.º | Arvid de Kleijn           | Human Powered Health       | + 0 s           |
| 6.º | Bram Welten               | Groupama-FDJ               | + 0 s           |
| 7.º | Alexander Salby           | Riwal Cycling Team         | + 0 s           |
| 8.º | Daan van Sintmaartensdijk | VolkerWessels Cycling Team | + 0 s           |
| 9.º | Tim Van Dijke             | Jumbo-Visma                | + 0 s           |
| 10.º | Joren Bloem               | À Bloc CT                  | + 0 s           |

| \| Clasificación general \| Clasificación general \| Clasificación general \| Clasificación general \| Clasificación general \| \| Ciclista \| Ciclista \| Equipo \| Tiempo \| \| \| --------------------- \| --------------------- \| ------------------------------- \| --------------------- \| --------------------- \| \| 1.º \| Olav Kooij \| Jumbo-Visma \| 2 h 08 min 18 s \| \| \| 2.º \| Jakub Mareczko \| Alpecin-Fenix \| + 4 s \| \| \| 3.º \| Aaron Van Poucke \| Sport Vlaanderen-Baloise \| + 5 s \| \| \| 4.º \| Elia Viviani \| Ineos Grenadiers \| + 6 s \| \| \| 5.º \| Arne Peters \| Allinq Continental Cycling Team \| + 6 s \| \| \| 6.º \| Samuel Welsford \| Team DSM \| + 7 s \| \| \| 7.º \| Ben Turner \| Ineos Grenadiers \| + 8 s \| \| \| 8.º \| Wesley Mol \| Bike Aid \| + 8 s \| \| \| 9.º \| Tim Van Dijke \| Jumbo-Visma \| + 9 s \| \| \| 10.º \| Thijs de Lange \| Metec-Solarwatt p/b Mantel \| + 9 s \| \| |                  |                                 |                 |
| |                  |                                 |                 |
| Fuente: ProCyclingStats |                  |                                 |                 |
| Clasificación general |                  |                                 |                 |
| Ciclista | Ciclista         | Equipo                          | Tiempo          |
| 1.º | Olav Kooij       | Jumbo-Visma                     | 2 h 08 min 18 s |
| 2.º | Jakub Mareczko   | Alpecin-Fenix                   | + 4 s           |
| 3.º | Aaron Van Poucke | Sport Vlaanderen-Baloise        | + 5 s           |
| 4.º | Elia Viviani     | Ineos Grenadiers                | + 6 s           |
| 5.º | Arne Peters      | Allinq Continental Cycling Team | + 6 s           |
| 6.º | Samuel Welsford  | Team DSM                        | + 7 s           |
| 7.º | Ben Turner       | Ineos Grenadiers                | + 8 s           |
| 8.º | Wesley Mol       | Bike Aid                        | + 8 s           |
| 9.º | Tim Van Dijke    | Jumbo-Visma                     | + 9 s           |
| 10.º | Thijs de Lange   | Metec-Solarwatt p/b Mantel      | + 9 s           |

### 2.ª etapa
| Veere - Goes | etapa llana | (183,2 km) |

| \| Clasificación de la etapa \| Clasificación de la etapa \| Clasificación de la etapa \| Clasificación de la etapa \| Clasificación de la etapa \| \| Ciclista \| Ciclista \| Equipo \| Tiempo \| \| \| ------------------------- \| ------------------------- \| ------------------------- \| ------------------------- \| ------------------------- \| \| 1.º \| Olav Kooij \| Jumbo-Visma \| 3 h 45 min 38 s \| \| \| 2.º \| Elia Viviani \| Ineos Grenadiers \| + 0 s \| \| \| 3.º \| Aaron Van Poucke \| Sport Vlaanderen-Baloise \| + 0 s \| \| \| 4.º \| Arvid de Kleijn \| Human Powered Health \| + 0 s \| \| \| 5.º \| Tomáš Kopecký \| À Bloc CT \| + 0 s \| \| \| 6.º \| Karl Patrick Lauk \| Bingoal Pauwels Sauces WB \| + 0 s \| \| \| 7.º \| Jan-Willem van Schip \| BEAT Cycling \| + 0 s \| \| \| 8.º \| Ceriel Desal \| Bingoal Pauwels Sauces WB \| + 0 s \| \| \| 9.º \| Ben Turner \| Ineos Grenadiers \| + 0 s \| \| \| 10.º \| Mick van Dijke \| Jumbo-Visma \| + 0 s \| \| |                      |                           |                 |
| |                      |                           |                 |
| Fuente: ProCyclingStats |                      |                           |                 |
| Clasificación de la etapa |                      |                           |                 |
| Ciclista | Ciclista             | Equipo                    | Tiempo          |
| 1.º | Olav Kooij           | Jumbo-Visma               | 3 h 45 min 38 s |
| 2.º | Elia Viviani         | Ineos Grenadiers          | + 0 s           |
| 3.º | Aaron Van Poucke     | Sport Vlaanderen-Baloise  | + 0 s           |
| 4.º | Arvid de Kleijn      | Human Powered Health      | + 0 s           |
| 5.º | Tomáš Kopecký        | À Bloc CT                 | + 0 s           |
| 6.º | Karl Patrick Lauk    | Bingoal Pauwels Sauces WB | + 0 s           |
| 7.º | Jan-Willem van Schip | BEAT Cycling              | + 0 s           |
| 8.º | Ceriel Desal         | Bingoal Pauwels Sauces WB | + 0 s           |
| 9.º | Ben Turner           | Ineos Grenadiers          | + 0 s           |
| 10.º | Mick van Dijke       | Jumbo-Visma               | + 0 s           |

| \| Clasificación general \| Clasificación general \| Clasificación general \| Clasificación general \| Clasificación general \| \| Ciclista \| Ciclista \| Equipo \| Tiempo \| \| \| --------------------- \| --------------------- \| -------------------------- \| --------------------- \| --------------------- \| \| 1.º \| Olav Kooij \| Jumbo-Visma \| 5 h 53 min 43 s \| \| \| 2.º \| Elia Viviani \| Ineos Grenadiers \| + 9 s \| \| \| 3.º \| Aaron Van Poucke \| Sport Vlaanderen-Baloise \| + 12 s \| \| \| 4.º \| Jakub Mareczko \| Alpecin-Fenix \| + 16 s \| \| \| 5.º \| Karl Patrick Lauk \| Bingoal Pauwels Sauces WB \| + 19 s \| \| \| 6.º \| Ben Turner \| Ineos Grenadiers \| + 20 s \| \| \| 7.º \| Thijs de Lange \| Metec-Solarwatt p/b Mantel \| + 21 s \| \| \| 8.º \| Arvid de Kleijn \| Human Powered Health \| + 22 s \| \| \| 9.º \| Tomáš Kopecký \| À Bloc CT \| + 22 s \| \| \| 10.º \| Jan-Willem van Schip \| BEAT Cycling \| + 22 s \| \| |                      |                            |                 |
| |                      |                            |                 |
| Fuente: ProCyclingStats |                      |                            |                 |
| Clasificación general |                      |                            |                 |
| Ciclista | Ciclista             | Equipo                     | Tiempo          |
| 1.º | Olav Kooij           | Jumbo-Visma                | 5 h 53 min 43 s |
| 2.º | Elia Viviani         | Ineos Grenadiers           | + 9 s           |
| 3.º | Aaron Van Poucke     | Sport Vlaanderen-Baloise   | + 12 s          |
| 4.º | Jakub Mareczko       | Alpecin-Fenix              | + 16 s          |
| 5.º | Karl Patrick Lauk    | Bingoal Pauwels Sauces WB  | + 19 s          |
| 6.º | Ben Turner           | Ineos Grenadiers           | + 20 s          |
| 7.º | Thijs de Lange       | Metec-Solarwatt p/b Mantel | + 21 s          |
| 8.º | Arvid de Kleijn      | Human Powered Health       | + 22 s          |
| 9.º | Tomáš Kopecký        | À Bloc CT                  | + 22 s          |
| 10.º | Jan-Willem van Schip | BEAT Cycling               | + 22 s          |

### 3.ª etapa
| Heythuysen - Buchten | etapa llana | (192,5 km) |

| \| Clasificación de la etapa \| Clasificación de la etapa \| Clasificación de la etapa \| Clasificación de la etapa \| Clasificación de la etapa \| \| Ciclista \| Ciclista \| Equipo \| Tiempo \| \| \| ------------------------- \| ------------------------- \| ------------------------- \| ------------------------- \| ------------------------- \| \| 1.º \| Jakub Mareczko \| Alpecin-Fenix \| 4 h 27 min 36 s \| \| \| 2.º \| Olav Kooij \| Jumbo-Visma \| + 0 s \| \| \| 3.º \| Alexander Salby \| Riwal Cycling Team \| + 0 s \| \| \| 4.º \| Elia Viviani \| Ineos Grenadiers \| + 0 s \| \| \| 5.º \| Milan Fretin \| Sport Vlaanderen-Baloise \| + 0 s \| \| \| 6.º \| Samuel Welsford \| Team DSM \| + 0 s \| \| \| 7.º \| Mick van Dijke \| Jumbo-Visma \| + 0 s \| \| \| 8.º \| Bram Welten \| Groupama-FDJ \| + 0 s \| \| \| 9.º \| Arvid de Kleijn \| Human Powered Health \| + 0 s \| \| \| 10.º \| Yoeri Havik \| BEAT Cycling \| + 0 s \| \| |                 |                          |                 |
| |                 |                          |                 |
| Fuente: ProCyclingStats |                 |                          |                 |
| Clasificación de la etapa |                 |                          |                 |
| Ciclista | Ciclista        | Equipo                   | Tiempo          |
| 1.º | Jakub Mareczko  | Alpecin-Fenix            | 4 h 27 min 36 s |
| 2.º | Olav Kooij      | Jumbo-Visma              | + 0 s           |
| 3.º | Alexander Salby | Riwal Cycling Team       | + 0 s           |
| 4.º | Elia Viviani    | Ineos Grenadiers         | + 0 s           |
| 5.º | Milan Fretin    | Sport Vlaanderen-Baloise | + 0 s           |
| 6.º | Samuel Welsford | Team DSM                 | + 0 s           |
| 7.º | Mick van Dijke  | Jumbo-Visma              | + 0 s           |
| 8.º | Bram Welten     | Groupama-FDJ             | + 0 s           |
| 9.º | Arvid de Kleijn | Human Powered Health     | + 0 s           |
| 10.º | Yoeri Havik     | BEAT Cycling             | + 0 s           |

| \| Clasificación general \| Clasificación general \| Clasificación general \| Clasificación general \| Clasificación general \| \| Ciclista \| Ciclista \| Equipo \| Tiempo \| \| \| --------------------- \| --------------------- \| ------------------------- \| --------------------- \| --------------------- \| \| 1.º \| Olav Kooij \| Jumbo-Visma \| 10 h 21 min 13 s \| \| \| 2.º \| Jakub Mareczko \| Alpecin-Fenix \| + 12 s \| \| \| 3.º \| Elia Viviani \| Ineos Grenadiers \| + 15 s \| \| \| 4.º \| Aaron Van Poucke \| Sport Vlaanderen-Baloise \| + 18 s \| \| \| 5.º \| Karl Patrick Lauk \| Bingoal Pauwels Sauces WB \| + 25 s \| \| \| 6.º \| Ben Turner \| Ineos Grenadiers \| + 26 s \| \| \| 7.º \| Mick van Dijke \| Jumbo-Visma \| + 27 s \| \| \| 8.º \| Arvid de Kleijn \| Human Powered Health \| + 28 s \| \| \| 9.º \| Jan-Willem van Schip \| BEAT Cycling \| + 28 s \| \| \| 10.º \| Tomáš Kopecký \| À Bloc CT \| + 28 s \| \| |                      |                           |                  |
| |                      |                           |                  |
| Fuente: ProCyclingStats |                      |                           |                  |
| Clasificación general |                      |                           |                  |
| Ciclista | Ciclista             | Equipo                    | Tiempo           |
| 1.º | Olav Kooij           | Jumbo-Visma               | 10 h 21 min 13 s |
| 2.º | Jakub Mareczko       | Alpecin-Fenix             | + 12 s           |
| 3.º | Elia Viviani         | Ineos Grenadiers          | + 15 s           |
| 4.º | Aaron Van Poucke     | Sport Vlaanderen-Baloise  | + 18 s           |
| 5.º | Karl Patrick Lauk    | Bingoal Pauwels Sauces WB | + 25 s           |
| 6.º | Ben Turner           | Ineos Grenadiers          | + 26 s           |
| 7.º | Mick van Dijke       | Jumbo-Visma               | + 27 s           |
| 8.º | Arvid de Kleijn      | Human Powered Health      | + 28 s           |
| 9.º | Jan-Willem van Schip | BEAT Cycling              | + 28 s           |
| 10.º | Tomáš Kopecký        | À Bloc CT                 | + 28 s           |

### 4.ª etapa
| Rucphen - Mierlo | etapa llana | (196,5 km) |

| \| Clasificación de la etapa \| Clasificación de la etapa \| Clasificación de la etapa \| Clasificación de la etapa \| Clasificación de la etapa \| \| Ciclista \| Ciclista \| Equipo \| Tiempo \| \| \| ------------------------- \| ------------------------- \| -------------------------- \| ------------------------- \| ------------------------- \| \| 1.º \| Timothy Dupont \| Bingoal Pauwels Sauces WB \| 4 h 12 min 57 s \| \| \| 2.º \| Olav Kooij \| Jumbo-Visma \| + 0 s \| \| \| 3.º \| Elia Viviani \| Ineos Grenadiers \| + 0 s \| \| \| 4.º \| Arvid de Kleijn \| Human Powered Health \| + 0 s \| \| \| 5.º \| Alexander Salby \| Riwal Cycling Team \| + 0 s \| \| \| 6.º \| Jakub Mareczko \| Alpecin-Fenix \| + 0 s \| \| \| 7.º \| Bram Welten \| Groupama-FDJ \| + 0 s \| \| \| 8.º \| Daan van Sintmaartensdijk \| VolkerWessels Cycling Team \| + 0 s \| \| \| 9.º \| Raymond Kreder \| Team Ukyo \| + 0 s \| \| \| 10.º \| Jesper Rasch \| À Bloc CT \| + 0 s \| \| |                           |                            |                 |
| |                           |                            |                 |
| Fuente: ProCyclingStats |                           |                            |                 |
| Clasificación de la etapa |                           |                            |                 |
| Ciclista | Ciclista                  | Equipo                     | Tiempo          |
| 1.º | Timothy Dupont            | Bingoal Pauwels Sauces WB  | 4 h 12 min 57 s |
| 2.º | Olav Kooij                | Jumbo-Visma                | + 0 s           |
| 3.º | Elia Viviani              | Ineos Grenadiers           | + 0 s           |
| 4.º | Arvid de Kleijn           | Human Powered Health       | + 0 s           |
| 5.º | Alexander Salby           | Riwal Cycling Team         | + 0 s           |
| 6.º | Jakub Mareczko            | Alpecin-Fenix              | + 0 s           |
| 7.º | Bram Welten               | Groupama-FDJ               | + 0 s           |
| 8.º | Daan van Sintmaartensdijk | VolkerWessels Cycling Team | + 0 s           |
| 9.º | Raymond Kreder            | Team Ukyo                  | + 0 s           |
| 10.º | Jesper Rasch              | À Bloc CT                  | + 0 s           |

| \| Clasificación general \| Clasificación general \| Clasificación general \| Clasificación general \| Clasificación general \| \| Ciclista \| Ciclista \| Equipo \| Tiempo \| \| \| --------------------- \| --------------------- \| ------------------------- \| --------------------- \| --------------------- \| \| 1.º \| Olav Kooij \| Jumbo-Visma \| 14 h 34 min 04 s \| \| \| 2.º \| Elia Viviani \| Ineos Grenadiers \| + 17 s \| \| \| 3.º \| Jakub Mareczko \| Alpecin-Fenix \| + 18 s \| \| \| 4.º \| Aaron Van Poucke \| Sport Vlaanderen-Baloise \| + 24 s \| \| \| 5.º \| Karl Patrick Lauk \| Bingoal Pauwels Sauces WB \| + 31 s \| \| \| 6.º \| Ben Turner \| Ineos Grenadiers \| + 32 s \| \| \| 7.º \| Mick van Dijke \| Jumbo-Visma \| + 33 s \| \| \| 8.º \| Arvid de Kleijn \| Human Powered Health \| + 34 s \| \| \| 9.º \| Jan-Willem van Schip \| BEAT Cycling \| + 34 s \| \| \| 10.º \| Tomáš Kopecký \| À Bloc CT \| + 34 s \| \| |                      |                           |                  |
| |                      |                           |                  |
| Fuente: ProCyclingStats |                      |                           |                  |
| Clasificación general |                      |                           |                  |
| Ciclista | Ciclista             | Equipo                    | Tiempo           |
| 1.º | Olav Kooij           | Jumbo-Visma               | 14 h 34 min 04 s |
| 2.º | Elia Viviani         | Ineos Grenadiers          | + 17 s           |
| 3.º | Jakub Mareczko       | Alpecin-Fenix             | + 18 s           |
| 4.º | Aaron Van Poucke     | Sport Vlaanderen-Baloise  | + 24 s           |
| 5.º | Karl Patrick Lauk    | Bingoal Pauwels Sauces WB | + 31 s           |
| 6.º | Ben Turner           | Ineos Grenadiers          | + 32 s           |
| 7.º | Mick van Dijke       | Jumbo-Visma               | + 33 s           |
| 8.º | Arvid de Kleijn      | Human Powered Health      | + 34 s           |
| 9.º | Jan-Willem van Schip | BEAT Cycling              | + 34 s           |
| 10.º | Tomáš Kopecký        | À Bloc CT                 | + 34 s           |

### 5.ª etapa
| Made - Rijsbergen | etapa llana | (160,5 km) |

| \| Clasificación de la etapa \| Clasificación de la etapa \| Clasificación de la etapa \| Clasificación de la etapa \| Clasificación de la etapa \| \| Ciclista \| Ciclista \| Equipo \| Tiempo \| \| \| ------------------------- \| ------------------------- \| -------------------------- \| ------------------------- \| ------------------------- \| \| 1.º \| Olav Kooij \| Jumbo-Visma \| 3 h 27 min 45 s \| \| \| 2.º \| Alexander Salby \| Riwal Cycling Team \| + 0 s \| \| \| 3.º \| Samuel Welsford \| Team DSM \| + 0 s \| \| \| 4.º \| Timothy Dupont \| Bingoal Pauwels Sauces WB \| + 0 s \| \| \| 5.º \| Jakub Mareczko \| Alpecin-Fenix \| + 0 s \| \| \| 6.º \| Daan van Sintmaartensdijk \| VolkerWessels Cycling Team \| + 0 s \| \| \| 7.º \| Yoeri Havik \| BEAT Cycling \| + 0 s \| \| \| 8.º \| Jan-Willem van Schip \| BEAT Cycling \| + 0 s \| \| \| 9.º \| Bram Welten \| Groupama-FDJ \| + 0 s \| \| \| 10.º \| Magnus Sheffield \| Ineos Grenadiers \| + 0 s \| \| |                           |                            |                 |
| |                           |                            |                 |
| Fuente: ProCyclingStats |                           |                            |                 |
| Clasificación de la etapa |                           |                            |                 |
| Ciclista | Ciclista                  | Equipo                     | Tiempo          |
| 1.º | Olav Kooij                | Jumbo-Visma                | 3 h 27 min 45 s |
| 2.º | Alexander Salby           | Riwal Cycling Team         | + 0 s           |
| 3.º | Samuel Welsford           | Team DSM                   | + 0 s           |
| 4.º | Timothy Dupont            | Bingoal Pauwels Sauces WB  | + 0 s           |
| 5.º | Jakub Mareczko            | Alpecin-Fenix              | + 0 s           |
| 6.º | Daan van Sintmaartensdijk | VolkerWessels Cycling Team | + 0 s           |
| 7.º | Yoeri Havik               | BEAT Cycling               | + 0 s           |
| 8.º | Jan-Willem van Schip      | BEAT Cycling               | + 0 s           |
| 9.º | Bram Welten               | Groupama-FDJ               | + 0 s           |
| 10.º | Magnus Sheffield          | Ineos Grenadiers           | + 0 s           |

## Clasificaciones finales
- Las clasificaciones finalizaron de la siguiente forma:[2]

### Clasificación general
| \| Clasificación general \| Clasificación general \| Clasificación general \| Clasificación general \| Clasificación general \| \| Ciclista \| Ciclista \| Equipo \| Tiempo \| \| \| --------------------- \| --------------------- \| ------------------------- \| --------------------- \| --------------------- \| \| 1.º \| Olav Kooij \| Jumbo-Visma \| 18 h 01 min 39 s \| \| \| 2.º \| Jakub Mareczko \| Alpecin-Fenix \| + 28 s \| \| \| 3.º \| Aaron Van Poucke \| Sport Vlaanderen-Baloise \| + 34 s \| \| \| 4.º \| Karl Patrick Lauk \| Bingoal Pauwels Sauces WB \| + 41 s \| \| \| 5.º \| Ben Turner \| Ineos Grenadiers \| + 42 s \| \| \| 6.º \| Mick van Dijke \| Jumbo-Visma \| + 43 s \| \| \| 7.º \| Jan-Willem van Schip \| BEAT Cycling \| + 44 s \| \| \| 8.º \| Tomáš Kopecký \| À Bloc CT \| + 44 s \| \| \| 9.º \| Tosh Van der Sande \| Jumbo-Visma \| + 44 s \| \| \| 10.º \| Ceriel Desal \| Bingoal Pauwels Sauces WB \| + 44 s \| \| |                      |                           |                  |
| |                      |                           |                  |
| Fuente: ProCyclingStats |                      |                           |                  |
| Clasificación general |                      |                           |                  |
| Ciclista | Ciclista             | Equipo                    | Tiempo           |
| 1.º | Olav Kooij           | Jumbo-Visma               | 18 h 01 min 39 s |
| 2.º | Jakub Mareczko       | Alpecin-Fenix             | + 28 s           |
| 3.º | Aaron Van Poucke     | Sport Vlaanderen-Baloise  | + 34 s           |
| 4.º | Karl Patrick Lauk    | Bingoal Pauwels Sauces WB | + 41 s           |
| 5.º | Ben Turner           | Ineos Grenadiers          | + 42 s           |
| 6.º | Mick van Dijke       | Jumbo-Visma               | + 43 s           |
| 7.º | Jan-Willem van Schip | BEAT Cycling              | + 44 s           |
| 8.º | Tomáš Kopecký        | À Bloc CT                 | + 44 s           |
| 9.º | Tosh Van der Sande   | Jumbo-Visma               | + 44 s           |
| 10.º | Ceriel Desal         | Bingoal Pauwels Sauces WB | + 44 s           |

### Clasificación de los puntos
| Clasificación por puntos | Clasificación por puntos  | Clasificación por puntos   | Clasificación por puntos | Clasificación por puntos |
| Ciclista                 | Ciclista                  | Equipo                     | Puntos                   |                          |
| ------------------------ | ------------------------- | -------------------------- | ------------------------ | ------------------------ |
| 1.º                      | Olav Kooij                | Jumbo-Visma                | 72 pts                   |                          |
| 2.º                      | Elia Viviani              | Ineos Grenadiers           | 45 pts                   |                          |
| 3.º                      | Jakub Mareczko            | Alpecin-Fenix              | 34 pts                   |                          |
| 4.º                      | Alexander Salby           | Riwal Cycling Team         | 32 pts                   |                          |
| 5.º                      | Samuel Welsford           | Team DSM                   | 28 pts                   |                          |
| 6.º                      | Arvid de Kleijn           | Human Powered Health       | 24 pts                   |                          |
| 7.º                      | Timothy Dupont            | Bingoal Pauwels Sauces WB  | 23 pts                   |                          |
| 8.º                      | Aaron Van Poucke          | Sport Vlaanderen-Baloise   | 19 pts                   |                          |
| 9.º                      | Bram Welten               | Groupama-FDJ               | 14 pts                   |                          |
| 10.º                     | Daan van Sintmaartensdijk | VolkerWessels Cycling Team | 11 pts                   |                          |

### Clasificación de los jóvenes
| Clasificación del mejor joven | Clasificación del mejor joven  | Clasificación del mejor joven | Clasificación del mejor joven | Clasificación del mejor joven |
| Ciclista                      | Ciclista                       | Equipo                        | Tiempo                        |                               |
| ----------------------------- | ------------------------------ | ----------------------------- | ----------------------------- | ----------------------------- |
| 1.º                           | Olav Kooij                     | Jumbo-Visma                   | 18 h 01 min 39 s              |                               |
| 2.º                           | Mick van Dijke                 | Jumbo-Visma                   | + 43 s                        |                               |
| 3.º                           | Tomáš Kopecký                  | À Bloc CT                     | + 44 s                        |                               |
| 4.º                           | Roel Daan van Sintmaartensdijk | VolkerWessels Cycling Team    | + 1 min 54 s                  |                               |
| 5.º                           | Milan Fretin                   | Sport Vlaanderen-Baloise      | + 2 min 00 s                  |                               |
| 6.º                           | Magnus Sheffield               | Ineos Grenadiers              | + 2 min 00 s                  |                               |
| 7.º                           | Michel Heßmann                 | Jumbo-Visma                   | + 2 min 02 s                  |                               |
| 8.º                           | Tim Van Dijke                  | Jumbo-Visma                   | + 2 min 15 s                  |                               |
| 9.º                           | Axel van der Tuuk              | Metec-Solarwatt p/b Mantel    | + 4 min 14 s                  |                               |
| 10.º                          | Pavel Bittner                  | Development Team DSM          | + 4 min 20 s                  |                               |

### Clasificación por equipos
| Clasificación por equipos | Clasificación por equipos | Clasificación por equipos | Clasificación por equipos |
| Equipo                    | Equipo                    | Tiempo                    |                           |
| ------------------------- | ------------------------- | ------------------------- | ------------------------- |
| 1.º                       | Jumbo-Visma               | 54 h 07 min 09 s          |                           |
| 2.º                       | Bingoal Pauwels Sauces WB | + 0 s                     |                           |
| 3.º                       | Ineos Grenadiers          | + 1 min 47 s              |                           |
| 4.º                       | BEAT Cycling              | + 2 min 32 s              |                           |
| 5.º                       | Sport Vlaanderen-Baloise  | + 4 min 19 s              |                           |

## Evolución de las clasificaciones
| Etapa                   |                         | Ganador _      | Clasificación general | Puntos     | Jóvenes    | Equipo _    |
| ----------------------- | ----------------------- | -------------- | --------------------- | ---------- | ---------- | ----------- |
| 1.ª etapa               | etapa llana             | Olav Kooij     | Olav Kooij            | Olav Kooij | Olav Kooij | Team DSM    |
| 2.ª etapa               | etapa llana             | Olav Kooij     | Olav Kooij            | Olav Kooij | Olav Kooij | Jumbo-Visma |
| 3.ª etapa               | etapa llana             | Jakub Mareczko | Olav Kooij            | Olav Kooij | Olav Kooij | Jumbo-Visma |
| 4.ª etapa               | etapa llana             | Timothy Dupont | Olav Kooij            | Olav Kooij | Olav Kooij | Jumbo-Visma |
| 5.ª etapa               | etapa llana             | Olav Kooij     | Olav Kooij            | Olav Kooij | Olav Kooij | Jumbo-Visma |
| Clasificaciones finales | Clasificaciones finales |                | Olav Kooij            | Olav Kooij | Olav Kooij | Jumbo-Visma |

## UCI World Ranking
El ZLM Tour otorgó puntos para el UCI World Ranking para corredores de los equipos en las categorías UCI WorldTeam, UCI ProTeam y Continental. Las siguientes tablas son el baremo de puntuación y los diez corredores que obtuvieron más puntos:
| Posición              | 1.º | 2.º | 3.º | 4.º | 5.º | 6.º | 7.º | 8.º | 9.º | 10.º | 11.º | 12.º | 13.º | 14.º | 15.º | 16.º-30.º | 31.º-40.º |
| Clasificación general | 200 | 150 | 125 | 100 | 85  | 70  | 60  | 50  | 40  | 35   | 30   | 25   | 20   | 15   | 10   | 5         | 3         |
| Por etapa             | 20  | 10  | 5   |     |     |     |     |     |     |      |      |      |      |      |      |           |           |
| Líder                 | 5   |     |     |     |     |     |     |     |     |      |      |      |      |      |      |           |           |

| Clasificación |                      |                           |         |       |       |       |
| Posición      | Ciclista             | Equipo                    | General | Etapa | Líder | Total |
| ------------- | -------------------- | ------------------------- | ------- | ----- | ----- | ----- |
| 1.º           | Olav Kooij           | Jumbo-Visma               | 200     | 80    | 20    | 200   |
| 2.º           | Jakub Mareczko       | Alpecin-Fenix             | 150     | 30    | -     | 180   |
| 3.º           | Aaron Van Poucke     | Sport Vlaanderen-Baloise  | 125     | 5     | -     | 130   |
| 4.º           | Karl Patrick Lauk    | Bingoal Pauwels Sauces WB | 100     | -     | -     | 100   |
| 5.º           | Ben Turner           | INEOS Grenadiers          | 85      | -     | -     | 85    |
| 6.º           | Mick van Dijke       | Jumbo-Visma               | 70      | -     | -     | 70    |
| 7.º           | Jan-Willem van Schip | BEAT Cycling              | 60      | -     | -     | 60    |
| 8.º           | Tomáš Kopecký        | ABLOC CT                  | 50      | -     | -     | 50    |
| 9.º           | Tosh Van der Sande   | Jumbo-Visma               | 40      | -     | -     | 40    |
| 10.º          | Ceriel Desal         | Bingoal Pauwels Sauces WB | 35      | -     | -     | 35    |